# النخلة (العبدية)

تعديل مصدري - تعديل

النخلة هي إحدى قرى عزلة ال غانم بمديرية العبدية التابعة لمحافظة مأرب، بلغ تعداد سكانها 358 نسمة حسب تعداد اليمن لعام 2004.